# Баранникова (деревня)
Баранникова — деревня в Камышловском районе Свердловской области России, входит в состав Зареченского сельского поселения.

## Географическое положение
Деревня Баранникова расположена в 7 километрах (по автодороге в 10 километрах) к юго-востоку от города Камышлова, на правом берегу реки Пышмы, выше устья её левого притока — реки Сухой.

## Население
| 2002 | 2010 | 2021 |
| ---- | ---- | ---- |
| 844  | ↘775 | ↘712 |